# 블루웨일 1호
블루웨일 1호는 한국의 스타트업인 페리지에어로스페이스가 개발중인 초소형 우주 발사체이다.

## 역사
신동윤(23) 페리지항공우주 대표는 17학번 카이스트 재학생인데, 2016년 로켓 개발 업체 페리지항공우주를 설립했다. 2020년 현재 직원 30명이다.
2016-2018년 엔진 시험만 20차례 진행했다. 초소형 엔진 마젠타(Magenta) 5P는 극저온 탄화수소를 연료로 쓰는 추력 5t급 액체연료 엔진이다.
2019년 삼성벤처투자와 LB인베스트먼트(범LG가 벤처캐피털)로부터 1200만 달러(150억원)의 투자를 받았다.
2021년 7월, 호주 서던론치가 호주 남부 해안에 짓고 있는 웨일러스웨이오비털론치컴플렉스에서 최초 발사를 할 계획이다. 1회 발사 비용은 200만 달러(25억원)으로 추전된다.

## 기술
소형 인공위성의 지구 저궤도 수송을 목표로 하는 소형 2단 발사체이다. 탑재능력 50kg를 목표로 개발 중에 있으며, 페리지는 1단과 2단의 엔진 기술뿐만 아니라 로켓의 재사용에 활용돼 경제성을 높히는 호버링 기술을 확보하였다.
특히 액체메탄 연료 시스템은 고효율과 섬세한 추력 조절(방향 전환), 높은 비추력 등의 특징을 가지고 있다.
- 길이: 21.0 m
- 무게: 19.8 톤
- 직경: 1.6 m
- 엔진: 액체메탄 연료 / 액체산소 산화제
- 추력: 260 kN
- PAYLOAD TO 500 km SSO	170 kg
- PAYLOAD TO 500 km LEO	150 kg
- 1단 로켓 재활용 가능

## 같이 보기
- en:Whalers Way Orbital Launch Complex
- en:Vector-R